# Роллинз, Роуз
Роуз Роллинз (англ. Rose Rollins, род. 30 апреля 1981) — американская актриса. Роллинз наиболее известна благодаря своей роли Таши Уильямс в сериале Showtime «Секс в другом городе», где она снималась с 2007 по 2009 год.

## Биография
Роллинз родилась в Беркли, штат Калифорния и дебютировала на телевидении в сериале «Западное крыло». Она затем появилась в нескольких фильмах, включая «13 Лун», «Обсуждению не подлежит», «Что-то новенькое» и «Миссия невыполнима 3», прежде чем присоединилась к сериалу «Секс в другом городе». С 2010 по 2011 год, Роллинз снималась в сериале NBC «Преследование», который был закрыт после одного сезона. Она с тех пор была гостем в «Саутленд» и «Морская полиция: Спецотдел», а в 2014 году получила одну из главных ролей в пилоте TNT Guilt By Association, который не был заказан каналом для последующей трансляции. 
В 2015 году Роллинз получила регулярную роль в сериале производства Шонды Раймс «Улов» для ABC.
14 апреля 2017 года стало известно, что Роуз ожидает появления своего первенца-сына с бойфрендом Себастианом этим летом.

## Фильмография
| Год  | Название на русском    | Название на английском  | Роль                        | Примечания             |
| ---- | ---------------------- | ----------------------- | --------------------------- | ---------------------- |
| 2002 | Тринадцать лун         | 13 Moons                | Санандра                    |                        |
| 2002 | Обсуждению не подлежит | Undisputed              | Туини Ролинс                |                        |
| 2006 | Что-то новенькое       | Something New           | Лорен                       |                        |
| 2006 | Миссия невыполнима 3   | Mission: Impossible III | Элли                        |                        |
| 2006 |                        | I Thought of You        | Бетти Дэвис                 | Короткометражный фильм |
| 2007 | Слепой                 | Blind Man               | Саммер                      |                        |
| 2013 |                        | Girltrash!              | Моник Джонс                 |                        |
| 2013 |                        | In 3 Days               | Элла                        | Короткометражный фильм |
| 2015 | Пиксели                | Pixels                  | Пресс-секретарь Белого дома |                        |

| Год                | Название на русском                 | Название на английском | Роль                    | Примечания                                                        |
| ------------------ | ----------------------------------- | ---------------------- | ----------------------- | ----------------------------------------------------------------- |
| 1999               | Западное крыло                      | The West Wing          | Сюзанна                 | Эпизоды: «Post Hoc, Ergo Propter Hoc» и «A Proportional Response» |
| 2004               |                                     | Nikki and Nora         |                         | Пилот                                                             |
| 2005               | Доктор Вегас                        | Dr. Vegas              | Аманда                  | Эпизод: «Babe in the Woods»                                       |
| 2006               | По справедливости                   | In Justice             | Виктория                | 4 эпизода                                                         |
| 2007-2009          | Секс в другом городе                | The L Word             | Таша Уильямс            | Регулярная роль, 28 эпизодов                                      |
| 2009               | C.S.I.: Место преступления Нью-Йорк | CSI: NY                | Бет Гарретт             | Эпизод: «Dead Reckoning»                                          |
| 2010               | Больница Майами                     | Miami Medical          | Мэг Бакстер             | Эпизод: «Down to the Bone»                                        |
| 2010-2011          | Преследование                       | Chase                  | Дэйзи Огбаа             | Регулярная роль, 16 эпизодов                                      |
| 2012               | Саутленд                            | Southland              | Офицер Анэвант          | Эпизод: «Underwater»                                              |
| 2012               | Морская полиция: Спецотдел          | NCIS                   | Меган Наффнер           | Эпизод: «You Better Watch Out»                                    |
| 2013               | Никита                              | Nikita                 | Эллен Кроуфорд          | Эпизод: «Set-Up»                                                  |
| 2014               |                                     | Guilt By Association   | Прокурор Тони Лаколлетт | Пилот                                                             |
| 2015               | Босх                                | Bosch                  | Детектив Киз Райдер     | 8 эпизодов                                                        |
| 2015 — наст. время | Улов                                | The Catch              | Валери Андерсон         | Регулярная роль                                                   |